# مطار أبو علي
مطار أبو علي يعتبر مهبط صغير للطائرات يقع في جزيرة أبو علي القريبة من مدينة الجبيل في المنطقة الشرقية من المملكة العربية السعودية. يقع المطار حوالي 35 كم (22 ميل) شمال مدينة الجبيل وعلى بعد حوالي 900 م (0.6 ميل) من سواحل الخليج العربي ويحتل مساحة صغيرة تقدر بحوالي 0.5 كم².

## نظرة عامة
يقع هذا المطار تحت ملكية شركة النفط العربية السعودية (أرامكو السعودية) ، وكان يستخدم لنقل الموظفين بين الجزيرة والمطارات الأخرى.